# 越川大介
越川 大介（こしかわ だいすけ、1961年10月18日 - ）は、日本のお笑いタレント、俳優、劇作家、演出家。鳥取県出身。血液型はA型。

## 来歴・人物
鳥取県立鳥取商業高等学校情報処理科卒業。劇団青年座研究所出身。1984年に藤井一男とコントグループ「ちびっこギャング」を結成。結成10周年の1994年にちびっこギャングを解散。
解散後は演劇カンパニー「D.K HOLLYWOOD」を設立。
私生活では1984年に青年座の先輩である声優の島本須美と結婚、娘（越川詩織）が一人いる。

## 出演作品

### テレビドラマ
- あきれた刑事（吉田巡査）
- おヒマなら来てよネ!
- ラジオびんびん物語

### バラエティ
- 出没!アド街ック天国（テレビ東京、1995年4月 - 1996年9月）
- 初詣!爆笑ヒットパレード（フジテレビ）
- モンド・パラッツォ・ネロ（MONDO21）

### 吹き替え
- ビルとテッドの大冒険（キアヌ・リーブス）ビデオ版
- マイコン大作戦（ジェレミー・サルディノ）

### 特撮
- 特警ウインスペクター（鶴田秀範）